# Hiva
Hiva es el nombre de una mítica tierra o isla, de la cual habrían provenido los ancestros de los nativos de la isla de Pascua (llamada Rapa Nui en el idioma aborigen), según la mitología pascuense. Hiva correspondería a la mítica Hawaiki de la mitología maorí, o su equivalente, y a las variantes existentes en las tradiciones de muchas culturas polinésicas.

## Candidatas
Varios investigadores creen que la mítica Hiva correspondería a las islas Marquesas —archipiélago formado por Hiva’Oa, Fatu Hiva y Nuku Hiva, entre otras— basados en las evidencias antropológicas, arqueológicas, biológicas y lingüísticas que relacionarían a la isla de Pascua con el centro de la Polinesia y, en particular, con las islas Marquesas.
Sin embargo, otros creen que Hiva correspondería a Rapa Iti.
Por otro lado, la isla Sala y Gómez, aunque en idioma rapanui es conocida como Motu Motiro Hiva, que significa 'islote del pájaro en el camino a Hiva', no es considerada una candidata principal por ser la más alejada de ellas.

## Leyenda

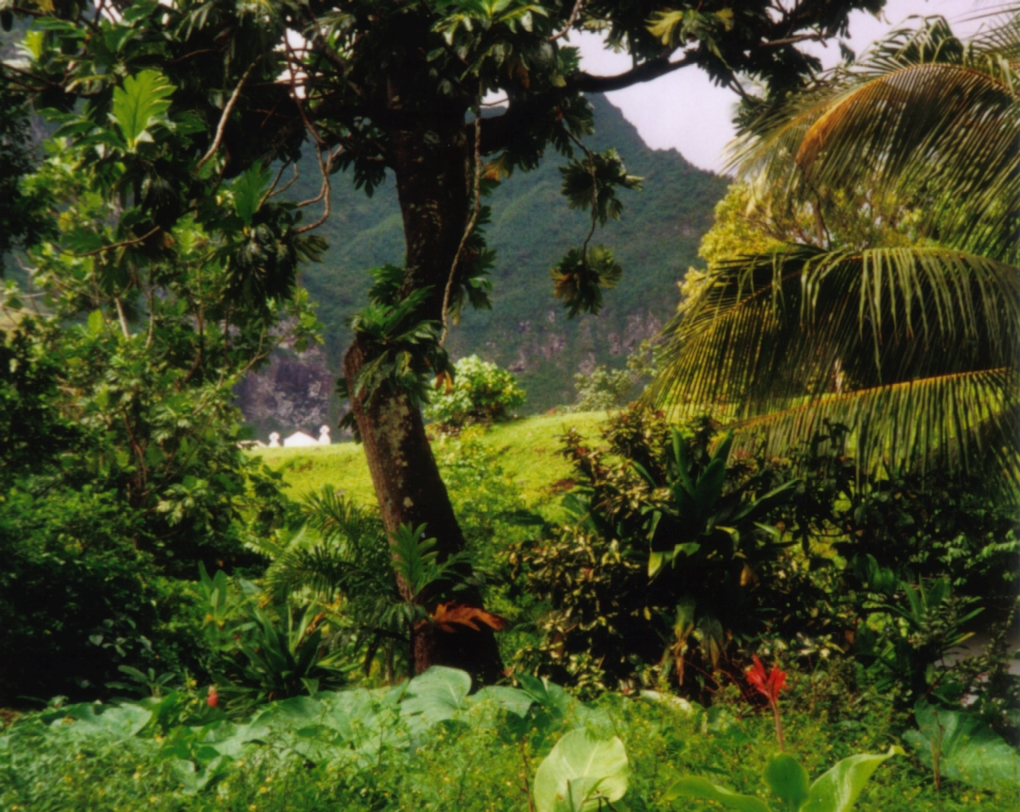
Selva tropical, Isla Fatu Hiva, Islas Marquesas, Polinesia Francesa.

La tradición pascuense señala que los antiguos maori ('sabios') habían pronosticado que vendría un tiempo en que Hiva se hundiría. Este hundimiento de la tierra se dice que habría sido predicho por Moe Hiva, uno de los cinco sabios y profetas (kohou tohu) que tenía la corte de Oto Uta, el primer ariki ('rey') —los otros cuatro sabios (ariki maahu) eran Tuku Maura, Ngerani, Po y Henga, quienes tenían conocimientos del cielo, las estrellas, el Sol y la Luna—.
El hundimiento de Hiva y el viaje de los antiguos rapanui buscando una nueva isla, siguiendo la ruta de las estrellas, permitieron recientemente a un grupo de investigadores proponer a la isla Rapa Iti como candidata a ser identificada como Hiva.

### La inundación
Esta predicción se habría empezado a cumplir en tiempos de Roroi A Tiki Hati, el cuarto ariki, cuando su territorio en Hiva, llamado Marae Renga, así como su segunda residencia, Marae Tohia, comenzaron a ser inundados por el mar.
La evidencia arqueológica reciente permite proponer que, alrededor del año 1200, Hotu Matu’a y su gente salieron desde Rapa Iti con rumbo a Rapa Nui, donde originaron la cultura rapanui que hoy conocemos.
Las tradiciones orales señalan que Hiva se hundió; sin embargo, hay relatos de que hubo viajes posteriores entre Rapa Nui e Hiva, lo cual indicaría que el hundimiento de esta última habría sido parcial. Producto de ello se habría perdido un alto porcentaje de las tierras cultivables, lo cual habría obligado a emigrar a una parte de su población. Rapa Iti cumple con esta condición, puesto que el cono volcánico de la isla se derrumbó generando la bahía de Ahurei.

### Exploración de nuevas tierras
Fue así como el ariki Roroi A Tiki Hati decidió enviar a sus tres hijos —Nga Tavake, Te Oohiro y Hau— en busca de nuevas tierras, pero estos nunca regresaron.

### Llegada a Rapa Nui
En algunas versiones, se dice que ellos llegaron a la isla de Pascua, pero que un espíritu maligno los habría convertido en los tres islotes que están frente al volcán Rano Kau: Motu Nui, Motu Iti y Motu Kao Kao.

### Conflictos sociales
En las generaciones siguientes, se construyeron canoas para escapar de Hiva y posteriormente en tiempos del ariki Matu'a, padre de Hotu Matu'a, sucedió que los Hanau momoko ('orejas cortas'), a causa de la inundación, habrían corrido sus límites hacia territorio de los Hanau eepe ('orejas largas'), produciéndose enfrentamientos que terminaron con la derrota de los Hanau Momoko. En esta época, el dios Make-Make se habría aparecido en un sueño al sabio Hau-Maka para que aconsejara al ariki Hotu Matu'a y a su pueblo realizar el viaje hacia isla de Pascua.